# Stevenia angustifrons
Stevenia angustifrons är en tvåvingeart som beskrevs av Villeneuve 1912. Stevenia angustifrons ingår i släktet Stevenia och familjen gråsuggeflugor. Inga underarter finns listade i Catalogue of Life.